# Cantonul Villebon-sur-Yvette
Cantonul Villebon-sur-Yvette este un canton din arondismentul Palaiseau, departamentul Essonne, regiunea Île-de-France, Franța.

## Comune
| Comune              | Populație (1999) | Cod poștal | Cod INSEE   |
| ------------------- | ---------------- | ---------- | ----------- |
| Ballainvilliers     | 3.795 hab.       | 91160      | 91 3 35 044 |
| Champlan            | 2.525 hab.       | 91160      | 91 3 35 136 |
| Saulx-les-Chartreux | 5.048 hab.       | 91160      | 91 3 35 587 |
| Villebon-sur-Yvette | 9.625 hab.       | 91140      | 91 3 35 661 |
| Villejust           | 2.247 hab.       | 91140      | 91 3 35 666 |